# Rosyjska Asocjacja Naukowo-Badawczych Instytutów Nauk Społecznych
Rosyjska Asocjacja Naukowo-Badawczych Instytutów Nauk Społecznych, ros. Российская ассоциация научно-исследовательских институтов общественных наук (РАНИОН) — stowarzyszenie instytutów badawczych Rosyjskiej Federacyjnej Socjalistycznej Republiki Radzieckiej.
Stowarzyszenie istniało w różnych formach od 1924 do 1930 .